# Tudor Vladimirescu

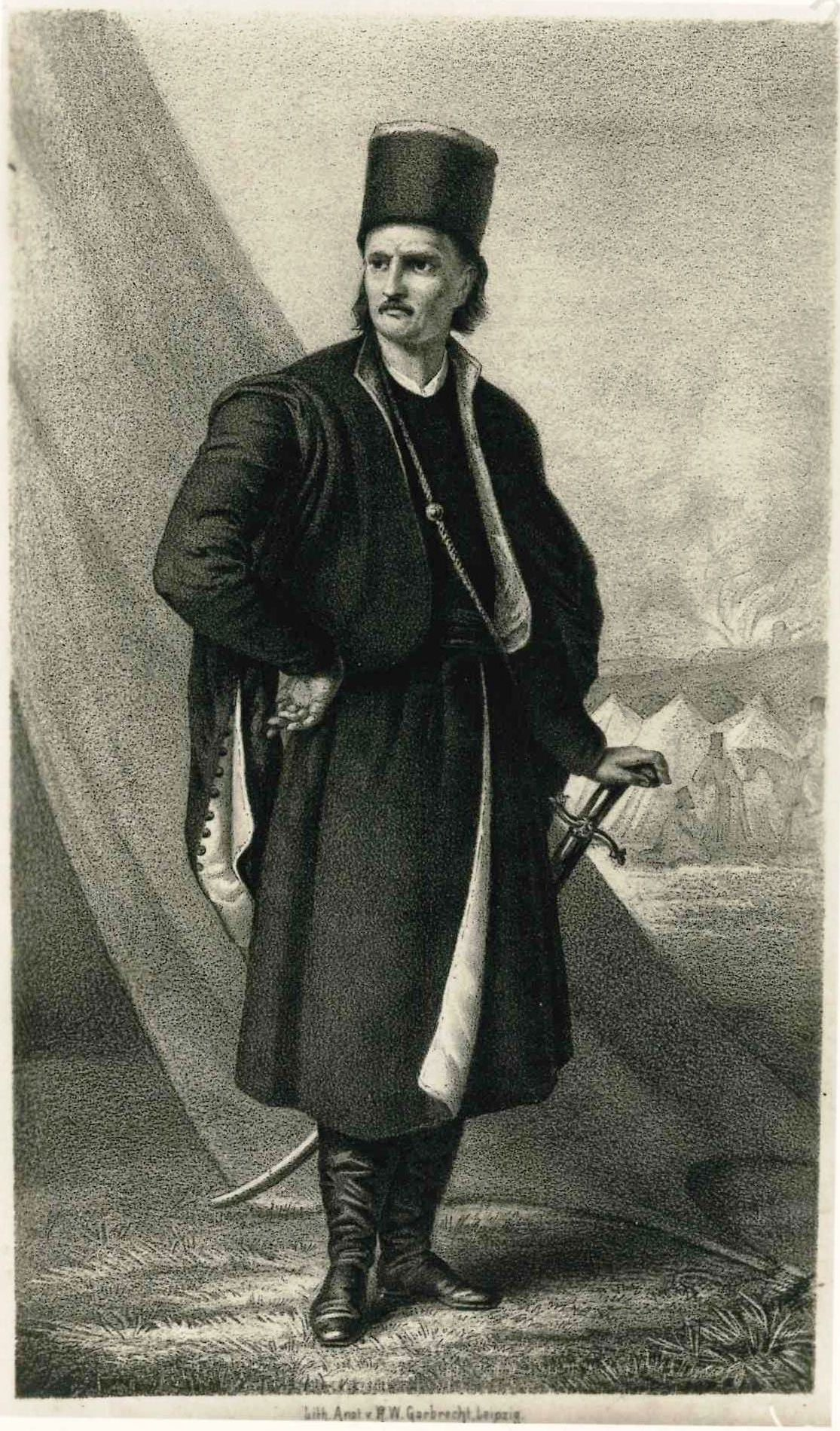
Tudor Vladimirescu

Tudor Vladimirescu (ca. 1780 – 7 juni 1821) was een Walachijse revolutionair. Hij was de leider van de Walachijse opstand van 1821 en de Pandoerse militie. Onder het communistische regime kende Roemenië een Orde van Tudor Vladimirescu.

## Vernoeming
Naar Tudor Vladimirescu zijn de volgende Roemeense gemeenten vernoemd:
- Tudor Vladimirescu (Brăila)
- Tudor Vladimirescu (Galați)